# Vasek Pospisil
Vasek Pospisil (pronunciació txeca: [pospiːʃɪl ˌvaʃɛk]) (Vernon, Colúmbia Britànica, 23 de juny de 1990) és un jugador de tennis professional canadenc. Guanyà un títol de Grand Slam en dobles a Wimbledon l'any 2014 fent parella amb Jack Sock. També participà activament en l'equip canadenc de Copa Davis que va arribar a semifinals l'any 2013.

## Biografia
Vasek és fill de Milos i Mila, matrimoni txecoslovac que va emigrar cap al Canadà l'any 1988 per escapar del règim comunista del seu país. Vasek va néixer dos anys després a Vernon sent el tercer germà de la família. Va començar a jugar a tennis de ben petit, ja que el seu pare i els seus germans també hi jugaven. Actualment resideix a Vancouver pels entrenaments.

## Torneigs de Grand Slam

### Dobles: 1 (1−0)
| Resultat  | Núm. | Any  | Torneig   | Parella   | Oponents en la final | Marcador                      |
| --------- | ---- | ---- | --------- | --------- | -------------------- | ----------------------------- |
| Guanyador | 1.   | 2014 | Wimbledon | Jack Sock | Bob Bryan Mike Bryan | 7−6(5), 6−7(3), 6−4, 3−6, 7−5 |

## Palmarès

### Individual: 3 (0−3)
| Llegenda                          |
| --------------------------------- |
| Grand Slams (0−0)                 |
| ATP Finals (0−0)                  |
| ATP World Tour Masters 1000 (0−0) |
| ATP World Tour 500 (0−1)          |
| ATP World Tour 250 (0−2)          |

| Títols per superfície |
| --------------------- |
| Dura (0−3)            |
| Gespa (0−0)           |
| Terra batuda (0−0)    |

| Resultat  | Núm. | Data                   | Torneig                     | Superfície | Oponent       | Marcador         |
| --------- | ---- | ---------------------- | --------------------------- | ---------- | ------------- | ---------------- |
| Finalista | 1.   | 3 d'agost de 2014      | Washington DC, Estats Units | Dura       | Milos Raonic  | 1−6, 4−6         |
| Finalista | 2.   | 9 de febrer de 2020    | Montpeller, França          | Dura (i)   | Gaël Monfils  | 5−7, 3−6         |
| Finalista | 3.   | 14 de novembre de 2020 | Sofia, Bulgària             | Dura (i)   | Jannik Sinner | 4−6, 6−3, 6−7(3) |

### Dobles masculins: 12 (7−5)
| Llegenda                          |
| --------------------------------- |
| Grand Slams (1−0)                 |
| ATP Finals (0−0)                  |
| ATP World Tour Masters 1000 (1−3) |
| ATP World Tour 500 (3−1)          |
| ATP World Tour 250 (2−1)          |

| Títols per superfície |
| --------------------- |
| Dura (5−4)            |
| Gespa (1−1)           |
| Terra batuda (0−0)    |

| Resultat  | Núm. | Data                  | Torneig                    | Superfície | Parella          | Oponents                             | Marcador                      |
| --------- | ---- | --------------------- | -------------------------- | ---------- | ---------------- | ------------------------------------ | ----------------------------- |
| Guanyador | 1.   | 5 de juliol de 2014   | Wimbledon, Regne Unit      | Gespa      | Jack Sock        | Bob Bryan Mike Bryan                 | 7−6(5), 6−7(3), 6−4, 3−6, 7−5 |
| Guanyador | 2.   | 27 de juliol de 2014  | Atlanta, Estats Units      | Dura       | Jack Sock        | Steve Johnson Sam Querrey            | 6−3, 5−7, [10−5]              |
| Finalista | 1.   | 17 d'agost de 2014    | Cincinnati, Estats Units   | Dura       | Jack Sock        | Bob Bryan Mike Bryan                 | 3−6, 2−6                      |
| Finalista | 2.   | 5 d'octubre de 2014   | Pequín, Xina               | Dura       | Julien Benneteau | Jean-Julien Rojer Horia Tecău        | 7−6(6), 5−7, [5−10]           |
| Guanyador | 3.   | 26 d'octubre de 2014  | Basilea, Suïssa            | Dura (i)   | Nenad Zimonjić   | Marin Draganja Henri Kontinen        | 7−6(13), 1−6, [10−5]          |
| Guanyador | 4.   | 21 de març de 2015    | Indian Wells, Estats Units | Dura       | Jack Sock        | Simone Bolelli Fabio Fognini         | 6−4, 6−7(3), [10−7]           |
| Finalista | 3.   | 4 d'abril de 2015     | Miami, Estats Units        | Dura       | Jack Sock        | Bob Bryan Mike Bryan                 | 3−6, 6−1, [10−8]              |
| Guanyador | 5.   | 11 d'octubre de 2015  | Pequín                     | Dura       | Jack Sock        | Daniel Nestor Édouard Roger-Vasselin | 3−6, 6−3, [10−6]              |
| Finalista | 4.   | 8 de novembre de 2015 | París, França              | Dura (i)   | Jack Sock        | Ivan Dodig Marcelo Melo              | 6−2, 3−6, [5−10]              |
| Guanyador | 6.   | 14 de febrer de 2016  | Rotterdam, Països Baixos   | Dura (i)   | Nicolas Mahut    | Philipp Petzschner Alexander Peya    | 7−6(2), 6−4                   |
| Guanyador | 7.   | 23 de febrer de 2020  | Marsella, França           | Dura       | Nicolas Mahut    | Wesley Koolhof Nikola Mektić         | 6−3, 6−4                      |
| Finalista | 5.   | 18 de juliol de 2021  | Newport, Estats Units      | Gespa      | Austin Krajicek  | William Blumberg Jack Sock           | 2−6, 6−7(3)                   |

### Equips: 2 (1−1)
| Resultat  | Núm. | Data                      | Torneig                     | Superfície | Equip                                                               | Oponents                                                                         | Marcador |
| --------- | ---- | ------------------------- | --------------------------- | ---------- | ------------------------------------------------------------------- | -------------------------------------------------------------------------------- | -------- |
| Finalista | 1.   | 20−24 de desembre de 2019 | Copa Davis, Madrid, Espanya | Dura (i)   | Félix Auger-Aliassime Brayden Schnur Denis Shapovalov               | R. Bautista Agut P. Carreño Busta Marcel Granollers Feliciano López Rafael Nadal | 0−2      |
| Guanyador | 1.   | 27 de novembre de 2022    | Copa Davis, Màlaga, Espanya | Dura (i)   | F. Auger-Aliassime Gabriel Diallo Alexis Galarneau Denis Shapovalov | Matthew Ebden Thanasi Kokkinakis Alex de Minaur Max Purcell                      | 2−0      |

## Trajectòria

### Individual
| Open d'Austràlia | A   | Q2   | A           | 3R          | 3R          | 1R    | Q1          | 1R          | A           | 1R          | 1R   | A  | 1R | 0 / 7     | 4 − 7     |
| Roland Garros | A   | 1R   | 1R          | 1R          | 1R          | 1R    | A           | 1R          | A           | 1R          | A    | A  |    | 0 / 7     | 0 − 6     |
| Wimbledon | Q2  | 1R   | 2R          | 1R          | QF          | 1R    | 1R          | 1R          | 1R          | NC          | 2R   | Q1 |    | 0 / 9     | 6 − 9     |
| US Open | 2R  | Q1   | 1R          | 1R          | 1R          | 2R    | 1R          | 2R          | 2R          | 4R          | 2R   | Q2 |    | 0 / 10    | 8 − 10    |
| Jocs Olímpics | NC  | 1R   | No celebrat | No celebrat | No celebrat | 1R    | No celebrat | No celebrat | No celebrat | No celebrat | A    | NC | NC | 0 / 2     | 0 − 2     |
| Total Victòries−Derrotes                                                                                                   | 6−5 | 5−15 | 17−18       | 20−23       | 25−23       | 10−23 | 8−13        | 8−15        | 6−6         | 16−10       | 8−15 |    |    | 121 − 153 | 121 − 153 |
| Rànquing a final d'any | 119 | 125  | 32          | 53          | 39          | 133   | 108         | 70          | 149         | 61          | 133  |    |    |           |           |
| Llegenda: G: Guanyador; F: Finalista; SF: Semifinalista; QF: Quarts de final; Q: Qualificació; A: Absent; RR: Round Robin; |     |      |             |             |             |       |             |             |             |             |      |    |    |           |           |

### Dobles masculins
| Open d'Austràlia | A   | A           | 1R          | 2R          | QF    | 1R          | 1R          | A           | 1R          | 2R | 0 / 7    | 4 − 7    |
| Roland Garros | A   | A           | 1R          | QF          | 2R    | A           | 1R          | A           | 2R          | A  | 0 / 5    | 5 − 5    |
| Wimbledon | A   | 2R          | G           | 3R          | 3R    | 2R          | 1R          | 2R          | NC          | 1R | 1 / 8    | 14 − 7   |
| US Open | A   | 3R          | 3R          | 1R          | 1R    | A           | A           | 1R          | A           | 2R | 0 / 6    | 5 − 6    |
| Jocs Olímpics | 2R  | No celebrat | No celebrat | No celebrat | 4t    | No celebrat | No celebrat | No celebrat | No celebrat | A  | 0 / 2    | 4 − 2    |
| Total Victòries−Derrotes                                                                                                   | 2−6 | 10−6        | 26−15       | 25−14       | 27−18 | 6−7         | 0−6         | 3−4         | 5−2         |    | 108 − 81 | 108 − 81 |
| Rànquing a final d'any | 304 | 89          | 14          | 21          | 20    | 179         | 637         | 446         | 192         |    |          |          |
| Llegenda: G: Guanyador; F: Finalista; SF: Semifinalista; QF: Quarts de final; Q: Qualificació; A: Absent; RR: Round Robin; |     |             |             |             |       |             |             |             |             |    |          |          |